# Tanjung Mas Jaya
Tanjung Mas Jaya is een bestuurslaag in het regentschap Mesuji van de provincie Lampung, Indonesië. Tanjung Mas Jaya telt 1068 inwoners (volkstelling 2010).